# Буда Люшевская
Буда Люшевская (бел. Бу́да Лю́шаўская) — деревня в Липиничском сельсовете Буда-Кошелёвского района Гомельской области Белоруссии.

## География

### Расположение
В 19 км на северо-запад от Буда-Кошелёво, 8 км от железнодорожной станции Салтановка (на линии Жлобин — Гомель), 67 км от Гомеля.

### Гидрография
Река Липа (приток реки Сож), берёт начало недалеко от деревни.

## Транспортная сеть
Транспортные связи по просёлочной, затем автомобильной дороге Жлобин — Гомель.
Планировка состоит из двух параллельных криволинейных меридиональных улиц, соединённых прямолинейной широтной улицей. Застроена двусторонне, деревянными домами усадебного типа. В 1986 году построены кирпичные дома на 107 семей, в которых в которые были заселены жители из мест, загрязнённых радиацией после Чернобыльской катастрофы.

## История
Обнаруженный археологами курганный могильник (2 насыпи в 1 км на северо-восток от деревни) свидетельствует о заселении этих мест с давних времён. По письменным источникам известна с начала XIX века. По ревизии 1858 года в Рогачёвском уезде Могилёвской губернии. В 1894 году открыта школа, которая размещалась в наёмном крестьянском доме, а в 1908 году для неё построено собственное здание (в 1907 году 50 учеников). По переписи 1897 года находились: хлебозапасный магазин, ветряная мельница, питейный дом. В 1909 году 743 десятины земли, мельница, в Старо-Руднянскай волости.
С 20 августа 1924 года центр Буда-Люшевского сельсовета Буда-Кошелёвского района Бобруйского, с 27 октября 1927 года Гомельского (до 26 июля 1930 года) округа, с 20 февраля 1938 года Гомельской области. В 1930 году организован колхоз «Диктатура пролетариата», работали кузница и сапожницкая артель. Во время Великой Отечественной войны оккупанты сожгли 63 двора. В боях около деревни в 1941 и 1943 годах погибли 72 советских солдата (похоронены в братской могиле около клуба). На фронтах и в партизанской борьбе погибли 190 жителей. Память о погибших увековечивает скульптурная композиция установленная в 1969 году. В 1959 году центр колхоза имени В. И. Ленина. Комбинат бытового обслуживания, средняя школа, Дом культуры, библиотека, фельдшерско-акушерский пункт, детский сад, отделение связи, магазин.
В состав Буда-Люшевского сельсовета входили не существующие в настоящее время: до 1947 года посёлок Сталино, до 1964 года посёлок Калинина, до 1969 года посёлок Осиновка, до 1998 г. посёлок Калинино (до 1937 года имени Бухарина).
До 16 декабря 2009 года центр Буда-Люшевского сельсовета.

## Население

### Численность
- 2004 год — 235 хозяйств, 625 жителей.

### Динамика
- 1858 год — 24 двора, 202 жителя.
- 1876 год — 52 двора.
- 1897 год — 68 дворов, 482 жителя (согласно переписи).
- 1909 год — 71 двор, 597 жителей.
- 1925 год — 153 двора.
- 1940 год — 165 дворов, 796 жителей.
- 1959 год — 574 жителя (согласно переписи).
- 1995 год — 745 жителей, 272 двора[2].
- 2004 год — 235 хозяйств, 625 жителей.

## Культура
- Литературный музей ГУО "Буда-Люшевская средняя школа Буда-Кошелёвского района" (1983)

## Достопримечательность
- Воинское захоронение погибших в период Великой Отечественной войны

### Памятник, скульптура
- Бюст В. И. Игнатенко

## Известные уроженцы
- В. М. Крылович (род. 1.7.1951) — заслуженная артистка Беларуси (1988 год).
- Н. Н. Чернявский (род. 16.1.1943) — белорусский поэт[3].